# Vasile Nistor
Vasile Nistor (Fălticeni, 9 de junio de 1967) es un deportista rumano que compitió en boxeo.
Ganó dos medallas de bronce en el Campeonato Mundial de Boxeo Aficionado, en los años 1991 y 1993, y una medalla de oro en el Campeonato Europeo de Boxeo Aficionado de 1991.

## Palmarés internacional
| Campeonato Mundial | Campeonato Mundial  | Campeonato Mundial | Campeonato Mundial |
| Año                | Lugar               | Medalla            | Categoría          |
| ------------------ | ------------------- | ------------------ | ------------------ |
| 1991               | Sídney (Australia)  | Medalla de bronce  | 60 kg              |
| 1993               | Tampere (Finlandia) | Medalla de bronce  | 60 kg              |
| Campeonato Europeo |                     |                    |                    |
| Año                | Lugar               | Medalla            | Categoría          |
| 1991               | Gotemburgo (Suecia) | Medalla de oro     | 60 kg              |